# CO-31 (Spanje)

De CO-31

De CO-31 of Ronda Este de Córdoba is een autovía in Andalusië. De snelweg van 4 kilometer vormt de oostelijke ringweg om Córdoba.